# 竹村真奈
竹村 真奈（たけむら まな、1976年10月5日 - ）は、日本の編集者、ライター。高知県高知市出身。

## 略歴
私立土佐女子高等学校卒業後、文化服装学院にてデザインを学ぶ。在学中より、編集プロダクション「Coa Graphics（コアグラフィックス）」に所属。ミニコミ誌「ヒヨコア」、雑誌「Far」の編集長、グラフィックデザイナーを経て、退社。2002年9月、一人編集プロダクションという名目で「TIMEMACHINE Labo.」（タイムマシンラボ）を設立。その後、女の子カルチャー雑誌「Girlie」の編集長を経て、自身の著書の他、多数の書籍や雑誌、ウェブ、アーティストのツアーパンフレットなどの編集を手掛ける。

## 著書
- 『ヒヨコアスタイル』（河出書房新社、2000年）
- 『ヒヨコア365日』（WAVE出版、2002年）
- 『スーツ男子』（アスペクト、タイムマシンラボ名義、2006年）
- 『小さなお店、はじめました』（翔泳社、2006年）
- 『王子辞典』（太田出版、タイムマシンラボ名義、2007年）
- 『制服男子』（太田出版、タイムマシンラボ名義、2008年）
- 『Sanrio Days（サンリオデイズ）』（ビー・エヌ・エヌ新社、2008年）
- 『小さなカフェ、はじめました』（翔泳社、2008年）
- 『おてがみデイズ』（ビー・エヌ・エヌ新社、2008年）
- 『小さな雑貨屋、はじめました』（翔泳社、2009年）
- 『魔女っ子デイズ』（ビー・エヌ・エヌ新社、2009年）
- 『王子辞典REVOLUTION』（太田出版、タイムマシンラボ名義、2010年）
- 『小さなお店、はじめました special』（翔泳社、2010年）
- 『小さな教室、はじめました』（翔泳社、2011年）
- 『まんがファッション』（ピエ・ブックス、2012年）
- 『サンリオデイズ いちご新聞篇 ー 「いちご新聞」から生まれたキャラクターのヒミツがいっぱい』（ビー・エヌ・エヌ新社、2013年）
- 『シルバニファミリーコレクションブック』（洋泉社、2017年）
- 『80 -90's TEENS BEAUTY BOOK』（ギャンビット、 2018年）
- 『王子辞典The NEW WAVE』（太田出版、タイムマシンラボ名義、2018年）

### 共著
- 『ニッポン漫画名言集：manga remix』（同朋舎、2002年）
- 『メガネ男子』（アスペクト、2005年）
- 『ファンシーメイト』（ギャンビット、編著：竹村真奈／ゆかしなもん所長、2014年）
- 『市めくり』（京阪神エルマガジン社、2015年）
- 『食品サンプル百貨店』（ギャンビット、2016年）
- 『あたらしい食のシゴト』（京阪神エルマガジン社、2017年）

## 編集

### 書籍
- 『WATER BOYS OFFICIAL BOOK』（フジテレビ出版、2004年）
- 『大奥公式之書』（フジテレビ出版、2004年）
- 『mammaともさか　にんぷちゃん』（インデックスコミュニケーションズ、著書：ともさかりえ、2006年）
- 『mammaともさか　こそだてちゃん』（インデックスコミュニケーションズ、著書：ともさかりえ、2006年）
- 『3日で結婚できる女になる方法』（TFM出版、著者：鈴木おさむ・倉田真由美、2007年）
- 『世界のナベアツ写真集　3の倍数と3がつくページだけアホになります』（ヨシモトブックス、著者：世界のナベアツ、2008年）
- 『しずる・はんにゃ・フルーツポンチ　スクールデイズ』（ヨシモトブックス、2009年）
- 『桜・稲垣早希のブログ旅 完全補完計画〜関西縦断＆四国一周編〜』（ヨシモトブックス、2010年）
- 『芸人恋写』（ヨシモトブックス、2011年）
- 『あやまんJAPON (本) 〜あやまんJAPAN公式試合ハンドブック〜」（ヨシモトブックス、著者：あやまんJAPAN、2011年）
- 『桜 稲垣早希のブログ旅 完全補完計画 参 西日本横断 ~九州地方編』（ヨシモトブックス、2012年）
- 『桜 稲垣早希のブログ旅 完全補完計画 弐 西日本横断 ~中国地方編』（ヨシモトブックス、2012年）
- 『AYABE MODE』（ヨシモトブックス、著者：綾部祐二、2013年）
- 『久保ミツロウと能町みね子がオールナイトニッポンやってみた』（宝島社、2014年）
- 『Licca‘s Tweet スーパーおしゃれ女子、リカちゃんの華麗なる日常』（宝島社、2015年）
- 上坂すみれ 25YEARS STYLE BOOK『Sumipedia』（祥伝社、2016年）
- 『最上もがのもがマガ！』（祥伝社、2017年）
- 超くっきー図鑑『渡り鳥』（ヨシモトブックス、2018年）
- 『哀愁～ガリットチュウ福島のモノマネ人生劇場～』（ヨシモトブックス、2018年）
- 『脚本家 坂元裕二』(ギャンビット、2018年）

### ムック
- 『Little Twin Stars　2011年HAPPYを呼ぶキキララBOOK』（集英社、2010年）
- 『HARAJUKU』（ぴあ、2012年）
- 『よしもとオシャレ芸人グランプリ』（ヨシモトブックス、2013年）
- 『NHK 80sキャラクター』（宝島社、2016年）
- 『GHOSTBUSTERS SPECIAL BOOK』（宝島社、2016年）
- 『NHKみいつけた！ SPECIAL BOOK』（宝島社、2017年）
- 『Pokemon SHOULDER BAG BOOK』『Pokemon LUNCH TOTE BAG BOOK』（宝島社、2018年）

### 雑誌・ツアーパンフレット等
- 雑誌『ヒヨコア』（コアグラフィックス、1998年）編集長
- 雑誌『Far』（コアグラフィックス、2000年）編集長
- 雑誌『Girlie』（アスペクト、2004年）編集長
- 雑誌『Samurai ELO』（インフォレスト、2007年）
- 雑誌『COOL TRANS』(ワニブックス、2007年）
- レミオロメン『レミオロメン TOUR 2008 Wonderful & Beautiful』 （ツアーパンフレット、2008年）
- 秦基博『CONCERT TOUR 2008 -ALRIGHT-』（ツアーパンフレット、2008年）
- フリーペーパー『ロックンールタイムズ 』vol.1~2(Gunpowder、2008年）
- 雑誌『マンスリーよしもとPLUS』（ヨシモトブックス、2009〜2013年）
- サンリオ50周年ブック『Sanrio 50th Anniversary Official book』（サンリオ、2010年）
- 映画公式パンフ「ボーイズ・オン・ザ・ラン」（ファントム・フィルム、2010年）
- 雑誌『フォトガール』（学研パブリッシング、vol.04、2012年）
- 秦基博ファンブック『HATA MOTOHIRO The 5th Anniversary THANK YOU BOOK』（オーガスタ、2012年）
- 秦基博『Signed POP TOUR 2013』（ツアーパンフレット、2013年）
- ももいろクローバーZ責任編集 『ももクロぴあ vol.2』（ぴあ、2013年）
- フリーペーパー『別冊スペシャ』（スペースシャワーTV、vol.08・vol,09、2013年）
- 雑誌『シュシュアリス』（KADOKWAWA、2014年）
- 雑誌『Gina』（ぶんか社、2014年）
- 雑誌『Hanako』（マガジンハウス、2015年）
- フリーペーパー『二世帯 TIMES TIMESTIMESTIMES』（旭化成 ホームズ株式会社、2015年 ）
- 壁新聞『ルミネ the よしもと 壁新聞 』（ヨシモト ブックス、2014～2015年）
- D-BOYSファンクラブ会報 『Dplus Dplus 』（ワタナベエンターテインメント、2015～2016年）
- 秦基博ファンブック『HATA MOTOHIRO The 10th Anniversary THANK YOU BOOK』（オーガスタ、2018年）
- 雑誌『QuickJapan』（太田出版）
- 雑誌『CONTINUE』（太田出版）
- 雑誌『TV BROS.』（東京ニュース通信社）
- 雑誌『ROLa』（新潮社）
- 雑誌『CUTIE』（宝島社）
- 雑誌『OZ magazine PLUS』（スターツ出版）
- 雑誌『装苑』（文化出版局）
- 雑誌『GINZA』（マガジンハウス）
- 雑誌『an・an』（マガジンハウス）